# تیاگو پرادو
تیاگو پرادو (به پرتغالی: Tiago Prado Nogueira) مدافع اهل برزیل است که در شهر روندونوپلیس و در تاریخ ۳ مهٔ ۱۹۸۴ به دنیا آمده‌است.
تیاگو پرادو در تیم‌های فوتبال Grêmio سابقهٔ حضور دارد.